# Claudia Stavisky
Pour les articles homonymes, voir Stavisky.
Claudia Stavisky est une comédienne et metteuse en scène française née en 1956 à Buenos Aires. Elle dirige le Théâtre des Célestins de Lyon depuis 2000.

## Biographie
Née à Buenos Aires, elle arrive en France en 1974. Après le Conservatoire national supérieur d’art dramatique, classe d'Antoine Vitez, elle commence une carrière de comédienne sous sa direction et joue également avec Peter Brook, Stuart Seide, René Loyon, Jérôme Savary, entre autres. Parallèlement, entre 1976 et 1983, elle anime plusieurs ateliers d’alphabétisation pour adultes, par le biais de la pratique théâtrale à la prison de Fresnes et dans des foyers de travailleurs immigrés.
En 1988, elle passe à la mise en scène dans des théâtres français prestigieux et adapte une quinzaine des textes d’auteurs contemporains dont Avant la retraite de Thomas Bernhard, Nora d’Elfriede Jelinek, Munich/Athènes de Lars Noren, Mardi d'Edward Bond, entre autres. Elle met en scène plusieurs opéras, dont Le Chapeau de paille d’Italie de Nino Rota, Le Barbier de Séville de Rossini, Roméo et Juliette de Gounod…
Depuis le début de sa carrière, Claudia Stavisky s’implique dans la formation d’acteurs. Elle anime régulièrement des ateliers avec les élèves du Conservatoire National de Paris, de l’École nationale supérieure des Arts et Techniques du Théâtre de Lyon, des comédiens professionnels.
Pour Radio France Internationale elle a réalisé plus de deux cents heures d’émissions culturelles.
Claudia Stavisky dirige les Célestins, théâtre emblématique de Lyon, depuis 2000. Elle a créé et mis en scène plus d’une trentaine de spectacles qui tournent en France et à l’étranger dont : La Locandiera de Carlo Goldoni, Minetti de Thomas Bernhard, Cairn et Le Bousier d'Enzo Cormann, Le Songe d’une nuit d’été de Shakespeare, La Cuisine d'Arnold Wesker, La Femme d’avant, Une nuit arabe et Le Dragon d’or de Roland Schimmelpfennig, Blackbird de David Harrower, Lorenzaccio d’Alfred de Musset, Oncle Vania d’Anton Tchekhov, Mort d’un commis voyageur d'Arthur Miller, Chatte sur un toit brûlant de Tennessee Williams, En roue libre de Penelope Skinner, Les affaires sont les affaires d’Octave Mirbeau, Tableau d’une exécution d’Howard Barker, Rabbit Hole de David Lindsay-Abaire. Actuellement elle prépare La Place Royale de Corneille qui sera créée aux Célestins en mai 2019.
À l’invitation de Lev Dodine, elle a mis en scène Lorenzaccio d’Alfred Musset à Saint Petersburg, avec les acteurs russes de son prestigieux Maly Drama Théâtre. Puis, à l‘invitation du Shanghai Dramatic Art Center, Blackbird de David Harrower, et prépare actuellement Skylight de David Hare, avec les acteurs chinois de la troupe nationale.
Sensible aux problématiques de l’insertion professionnelle, elle a beaucoup travaillé dans l'enceinte de prisons et a favorisé l'insertion de jeunes à la marge, en les initiant aux métiers du spectacle vivant.
Elle a conduit, aux Célestins et dans des quartiers défavorisés de Lyon, de nombreux ateliers de pratique artistique avec des publics adultes et jeunes. Entre septembre 2014 et février 2017, Claudia Stavisky orchestre un projet de médiation et d’ateliers de pratique artistique avec les habitants de Vaulx-en-Velin, librement inspiré de « La Chose publique » ou l’invention de la politique de Philippe Dujardin. Ce projet  a abouti à l’écriture et la création de Senssala, spectacle présenté au Centre Charlie Chaplin de Vaulx-en-Velin et au Théâtre des Célestins.
Le travail artistique de Claudia Stavisky s’inscrit dans la traversée des grandes aventures humaines tendues entre l’intime et le politique.

## Filmographie

### Télévision
- 1982 : Les Cinq Dernières Minutes de Jean Chapot, La tentation d'Antoine

## Théâtre

### Comédienne
- 1976 : La vie est un songe de Calderón, mise en scène Stuart Seide, Théâtre de la Tempête
- 1977 : Iphigénie hôtel de Michel Vinaver, mise en scène Antoine Vitez, Théâtre des Quartiers d'Ivry
- 1983 : Falsch de René Kalisky, mise en scène Antoine Vitez, Théâtre national de Chaillot
- 1984 : Le Héron de Vassili Axionov, mise en scène Antoine Vitez, Théâtre national de Chaillot
- 1984 : La Mouette d’Anton Tchekhov, mise en scène Antoine Vitez, Théâtre national de Chaillot
- 1988 : Orient-Hôtel de Manuel Touraille, mise en scène Claudia Stavisky, Théâtre Essaïon

### Mises en scène
- 1990 : Avant la retraite de Thomas Bernhard avec Denise Gence qui obtient le Molière de la comédienne Théâtre national de la Colline
- 1991 : La Chute de l’ange rebelle de Roland Fichet, avec Valérie Dréville, Théâtre de l’Odéon, 1re création en France
- 1993 : Munich-Athènes de Lars Norén, Théâtre des Carmes, Théâtre de la Tempête, 1re création en France
- 1994 : Nora ou ce qu’il advint quand elle eut quitté son mari d’Elfriede Jelinek, Théâtre national de la Colline, 1re création en France
- 1995 : Mardi d’Edward Bond, Théâtre de la Colline, 1re création en France
- 1995 : Comme tu me veux de Luigi Pirandello, Théâtre de Nice
- 1996 : Comme tu me veux de Luigi Pirandello, La Coursive, Théâtre de Gennevilliers, Festival de Bellac
- 1998 : Électre de Sophocle, Comédie de Reims
- 2001 : La Locandiera de Carlo Goldoni, Théâtre des Célestins Lyon
- 2002 : Minetti de Thomas Bernhard, avec Michel Bouquet, Théâtre des Célestins, Festival d’Avignon, Théâtre de la Ville
- 2002 : Le Songe d'une nuit d'été de William Shakespeare, Nuits de Fourvière - Grand Théâtre
- 2003 : Cairn d’Enzo Cormann, Théâtre des Célestins, Théâtre de la Commune Aubervilliers, Comédie de Genève, 1re création en France
- 2004 : Monsieur chasse ! de Georges Feydeau, Maison de la danse Lyon Théâtre des Célestins
- 2004 : La Cuisine d’Arnold Wesker est créée en octobre 2004, en région puis à Lyon
- 2005 : L'Âge d'or de Georges Feydeau avec Dominique Pinon, Théâtre des Célestins
- 2005 : Monsieur chasse ! de Georges Feydeau, Théâtre des Célestins
- 2006 : La Femme d'avant de Roland Schimmelpfennig, Théâtre des Célestins, 1re création en France, reprise en tournée puis en mai-juin 2008 au Théâtre de l'Athénée
- 2007 : Jeux doubles de Cristina Comencini Théâtre des Célestins, 1re création en France, puis au Théâtre de la Commune d'Aubervilliers en janvier 2009
- 2008 : Blackbird de David Harrower, Théâtre des Célestins, 1re création en France avec Léa Drucker et Maurice Bénichou. Tournée en 2008-2009 dont le Théâtre de la Ville – Abbesses, Paris en décembre 2008.
- 2009 : Oncle Vania d’Anton Tchekhov, Théâtre des Bouffes du Nord, Théâtre des Célestins
- 2010 : Lorenzaccio d’Alfred de Musset, sous chapiteau dans des communes du département du Rhône puis à Lyon, Théâtre des Célestins
- 2010 : Lorenzaccio d’Alfred de Musset, création au Maly Drama Théâtre de Saint-Pétersbourg
- 2011 : Le Dragon d'or de Roland Schimmelpfennig, Théâtre des Célestins
- 2011 : Une nuit arabe de Roland Schimmelpfennig, Théâtre des Célestins
- 2012 : Lorenzaccio d’Alfred de Musset, en russe avec la troupe du Maly Drama Théâtre de Saint-Pétersbourg, Théâtre des Célestins
- 2012 : Mort d'un commis voyageur d'Arthur Miller, Théâtre des Célestins
- 2013 : La Chatte sur un toit brûlant de Tennessee Williams, Théâtre des Célestins
- 2015 : En roue libre (The village bike (en)) de Penelope Skinner (en), Théâtre Nouvelle Génération - Centre dramatique national de Lyon
- 2015 : Blackbird de David Harrower, création chinoise au Shanghai Dramatic Arts Center (en) - Chine
- 2016 : Les affaires sont les affaires d'Octave Mirbeau, Théâtre des Célestins
- 2016 : Tableau d'une exécution (en) d'Howard Barker
- 2017 : Rabbit Hole, univers parallèles (en) de David Lindsay-Abaire (en)
- 2018 : La Place Royale de Pierre Corneille
- 2019 : La Vie de Galilée de Bertolt Brecht
- 2021 : Skylight de David Hare
- 2022 : La trilogie de la Villégiature de Carlo Goldoni, Théâtre des Célestins, Lyon.

#### Opéra
- 1999 : Le Chapeau de paille de Florence de Nino Rota, Opéra national de Lyon
- 2001 : Roméo et Juliette de Charles Gounod, Opéra national de Lyon
- 2001 : Le Barbier de Séville de Gioachino Rossini, Opéra national de Lyon